# 574691 Horgerantal
574691 Horgerantal è un asteroide della fascia principale. Scoperto nel 2010, presenta un'orbita caratterizzata da un semiasse maggiore pari a 2,419083 UA e da un'eccentricità di 0,009595, inclinata di 6,058015° rispetto all'eclittica.